# Idaea latistrigata
Idaea latistrigata är en fjärilsart som beskrevs av Vorbrodt och Müll.-rutz 1917. Idaea latistrigata ingår i släktet Idaea och familjen mätare. Inga underarter finns listade i Catalogue of Life.